# Storena birenifer
Storena birenifer là một loài nhện trong họ Zodariidae.
Loài này thuộc chi Storena. Storena birenifer được Frederick Henry Gravely miêu tả năm 1921.